# Kokusai Ki-105
Die Kokusai Ki-105 Ohtori („Phönix“, alliierter Codename Buzzard (?)) war ein zweimotoriges japanisches Transportflugzeug der Heeresluftstreitkräfte aus dem Zweiten Weltkrieg. Der Erstflug fand Ende 1944 statt.

## Geschichte

### Lastensegler Ku-7

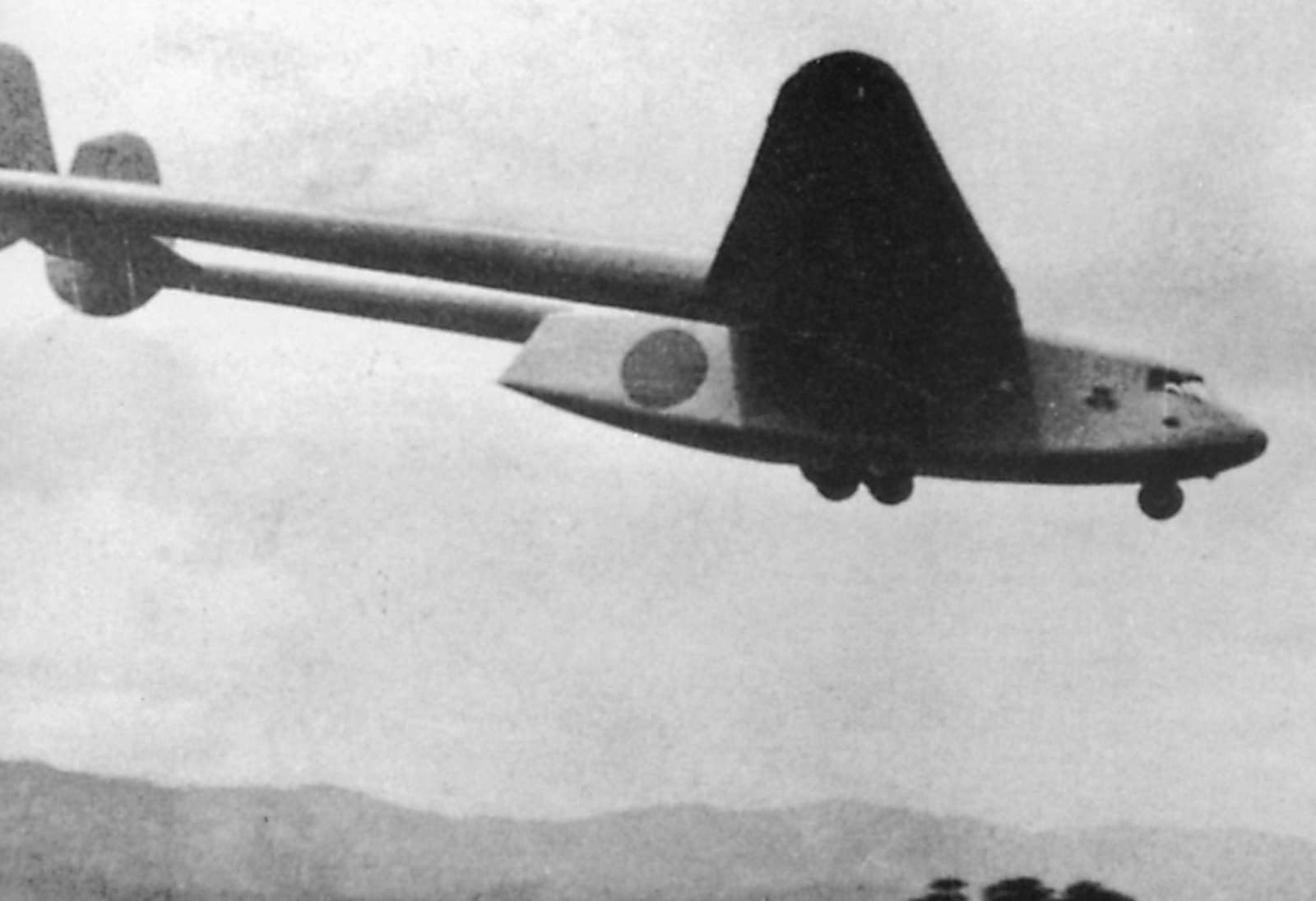
Lastensegler Ku-7-II

Im Februar 1942 forderten die japanischen Heeresluftstreitkräfte Nippon Kokusai formell zur Entwicklung eines schweren Lastenseglers auf. Die Bezeichnung hierfür war Ku-7. Gefordert war die Transportkapazität für einen leichten Panzer Mitsubishi Ke-Ni Type 98 oder einen 7-t-LKW. Die Gleitzahl sollte mindestens 1:20 betragen und die Sinkrate 2 m/s nicht überschreiten. Als Schleppflugzeug sollte ein zweimotoriger Bomber dienen. Als Materialien waren Stahl und Holz vorgesehen, um Aluminium weitgehend einzusparen.
Bereits die ersten Studien zeigten die Vorteile einer Auslegung mit doppelten Leitwerksträgern und einer zentralen Rumpfgondel. Vor allem die gute Belademöglichkeit über eine Heckklappe spielte eine entscheidende Rolle. Die Konstruktionsarbeiten waren im Dezember 1942 beendet.
Unter der Leitung von Chefkonstrukteur Kozo Masuura beschloss das Unternehmen, das bis dahin höchstens halb so große Flugzeuge entwickelt hatte, zuerst eine Zelle mit der Bezeichnung Ku-7-I für statische Belastungsversuche zu bauen. Diese wurden zwischen Januar und März 1943 durchgeführt. Der Bau des ersten flugfähigen Prototyps (Ku-7-II) begann im Juni 1943 und wurde im Juli 1944 abgeschlossen. Beim erfolgreichen Erstflug am 15. August 1944 kam als Schleppmaschine eine Vorserien-Mitsubishi-Ki-67 zum Einsatz. Auch die nachfolgende Erprobung der Maschine, die den Namen Manazuru (Weißnackenkranich) erhielt, verlief ohne große Beanstandungen.
Schon früh in der Entwicklung der Ku-7 bestellte das Heer 300 Ku-7-II, die bis März 1945 geliefert werden sollten. Dabei ging man davon aus, dass bis dahin ein geeigneter Bomber zum Schleppen zur Verfügung stehen würde. Untersuchungen hierzu führte das 1. Armee Arsenal durch, wobei sowohl die Nakajima Ki-49-IIa Helen als auch die Mitsubishi Ki-67 Peggy getestet wurden. Die Ki-49 fiel jedoch aus, da sie sich im Einsatz als Bomber nicht bewährte und die Produktion im Januar 1945 bereits endete. Eine Aufteilung der als Bomber erfolgreichen Ki-67 zwischen Bomber- und Schleppeinheiten sah man als unmöglich an, so dass die Produktion der Ku-7-II aufgegeben wurde.

### Ki-105
Bereits im Sommer 1943 hatte das Heer vorgeschlagen, die Ku-7-II zu motorisieren und so die Schleppmaschine einzusparen. Die Arbeiten zur Umkonstruktion an der als Ki-105 Ohthori bezeichneten Maschine begannen zwar bereits Anfang 1944, die weitere Entwicklung wurde aber hinausgezögert bis zum erfolgreichen Erstflug der Ku-7-II. Danach änderte das Heer den Auftrag zum Bau von 300 Ku-7-II in 300 Ki-105. Der zweite Ku-7-II-Prototyp wurde schnell in den Ki-105-Prototyp umgebaut. Die größte Modifikation betraf die Verlängerung der Leitwerksausleger im vorderen Bereich bis zur Flügelvorderkante und die Installation von zwei je 450 PS leistenden Hitachi-Ha-13-Ko-Sternmotoren. Der Rumpf blieb weitgehend unverändert, abgesehen von zusätzlichen Plätzen für Funker und Bordingenieur im Cockpit.
Der Erstflug fand am 15. Dezember 1944 statt, wobei die Flugeigenschaften als gut beurteilt, die Leistung der Triebwerke aber als ungenügend gesehen wurde. Entsprechend wurde auf leistungsstärkere Mitsubishi Ha-26-II mit je 940 PS und Hamilton-Standard-Dreiblattpropellern umgerüstet. Der Auftrag zur Großserienproduktion erhielt Kokusais Werk in Kyoto. Man hoffte die Ki-105 im Frühjahr 1945 in großen Stückzahlen zum Truppenentsatz und Nachschubtransport nach Okinawa einsetzen zu können. Die geringe Produktionsrate und die verstärkten Bombardements der Alliierten verhinderten dies jedoch. Am Kriegsende befanden sich etwa 50 Exemplare in der Endherstellung; neun oder zehn Maschinen hatten die Abnahmeflüge bereits absolviert.

### Treibstofftransporter
Die Ki-105 sollte auch als ein verzweifelter Versuch Japans eingesetzt werden, die alliierte Blockade gegen Ende des Zweiten Weltkrieges zu brechen. Das Flugzeug sollte dringend benötigten Treibstoff von den immer noch unter japanischer Kontrolle stehenden Erdölfeldern auf Sumatra nach Japan transportieren. Um den beabsichtigten Zweck zu erfüllen, brauchte die „Ohtori“ eine Reichweite von 2500 km. Um diese zu erreichen, mussten die Triebwerke 80 Prozent des geladenen Treibstoffs verbrauchen. Dazu kamen noch die Leerflüge nach Sumatra. Welche Chancen der große, langsame und schwerfällige Vogel – vollbeladen mit Flugzeugtreibstoff – überhaupt hatte, einen Flug zu überstehen, steht auf einem anderen Blatt.

## Technische Daten
| Kenngröße             | Ku-7-II        | Ki-105a |
| --------------------- | -------------- | --- |
| Besatzung             | 2              | 4 |
| Passagiere            | 32–40 Soldaten | 32–40 Soldaten                                                                                                |
| Länge                 | 19,93 m        | 19,93 m |
| Spannweite            | 35,02 m        | 35,02 m |
| Höhe                  |                | 5,56 m |
| Marschgeschwindigkeit | –              | 220 km/h |
| Höchstgeschwindigkeit |                | 296 km/h |
| max. Startmasse       | 12.000 kg      | 12.500 kg |
| Antrieb               | –              | zwei luftgekühlte Sternmotoren Mitsubishi Ha-26-II; je 940 PS (691 kW) oder zwei Ha-102; je 1.080 PS (794 kW) |

## Ähnliche Entwicklungen
Die Weiterentwicklung von Lastenseglern zu motorisierten Transportflugzeugen wurde Anfang der 1940er Jahre von deutschen Herstellern initiiert. In den folgenden Jahren fand dieses Konzept, außer in Japan, auch in anderen Ländern Anklang.
| Jahr der Motorisierung | Lastensegler              | Motorflugzeug                  |
| ---------------------- | ------------------------- | ------------------------------ |
| 1942                   | Gotha Go 242              | Gotha Go 244                   |
| 1942                   | Messerschmitt Me 321      | Messerschmitt Me 323           |
| 1945                   | General Aircraft Hamilcar | General Aircraft Hamilcar Mk.X |
| 1948                   | Chase CG-18               | Chase C-122                    |
| 1950                   | Chase CG-20               | Fairchild C-123                |